# マイクロ波化学
マイクロ波化学（まいくろはかがく、英: microwave chemistry）とは、物質の合成などの化学反応にマイクロ波を利用する化学の一分野である。

## 沿革
1986年に電子レンジを使ってマイクロ波加熱したところ、有機化学反応の反応速度が向上した旨が報告され、マイクロ波加熱ないしマイクロ波化学が注目されるようになった。

## 加熱効果
マイクロ波は、電子レンジなどで利用されているように、物質の加熱を行うことができる。特に、その加熱様式は、従来のガスバーナーやオイルバスなどを用いた対流、熱伝導による加熱と異なり、マイクロ波に対して応答する物質のみを選択的に誘電加熱することができるため、様々な応用を可能とする。極性のある分子はマイクロ波で加熱できるので、反応物が極性分子のときや、溶媒が極性分子のときにマイクロ波で加熱することができる。
鈴木・宮浦カップリング反応など多くの有機合成反応について、マイクロ波を用いる事で、触媒量の大幅な削減（マクロ量を検出限界量まで減らしても問題ない）や、反応時間の大幅な短縮（数日を要した反応が数分程度で済むなど、フラッシュケミストリー）、収率の大幅な向上（60%程度だった収率を99%程度まで上げるなど）など、非常に多くの有意な報告がある。マイクロ波加熱は不斉合成にも有効とされている。
同じ薬品を合成するにしても、マイクロ波を用いれば、合成に掛かる費用は大幅に縮減可能であり、実際、多くの製薬会社や化粧品会社では、これを利用して大幅なコストダウンに成功している。
マイクロ波化学では、内部温度のモニター及び攪拌が重要である旨が指摘されている。また、熱力学温度と運動温度とを区別した上で、マイクロ波加熱に伴う運動温度を強調する学説が提唱されている。